# Mildred-Scheel-Haus

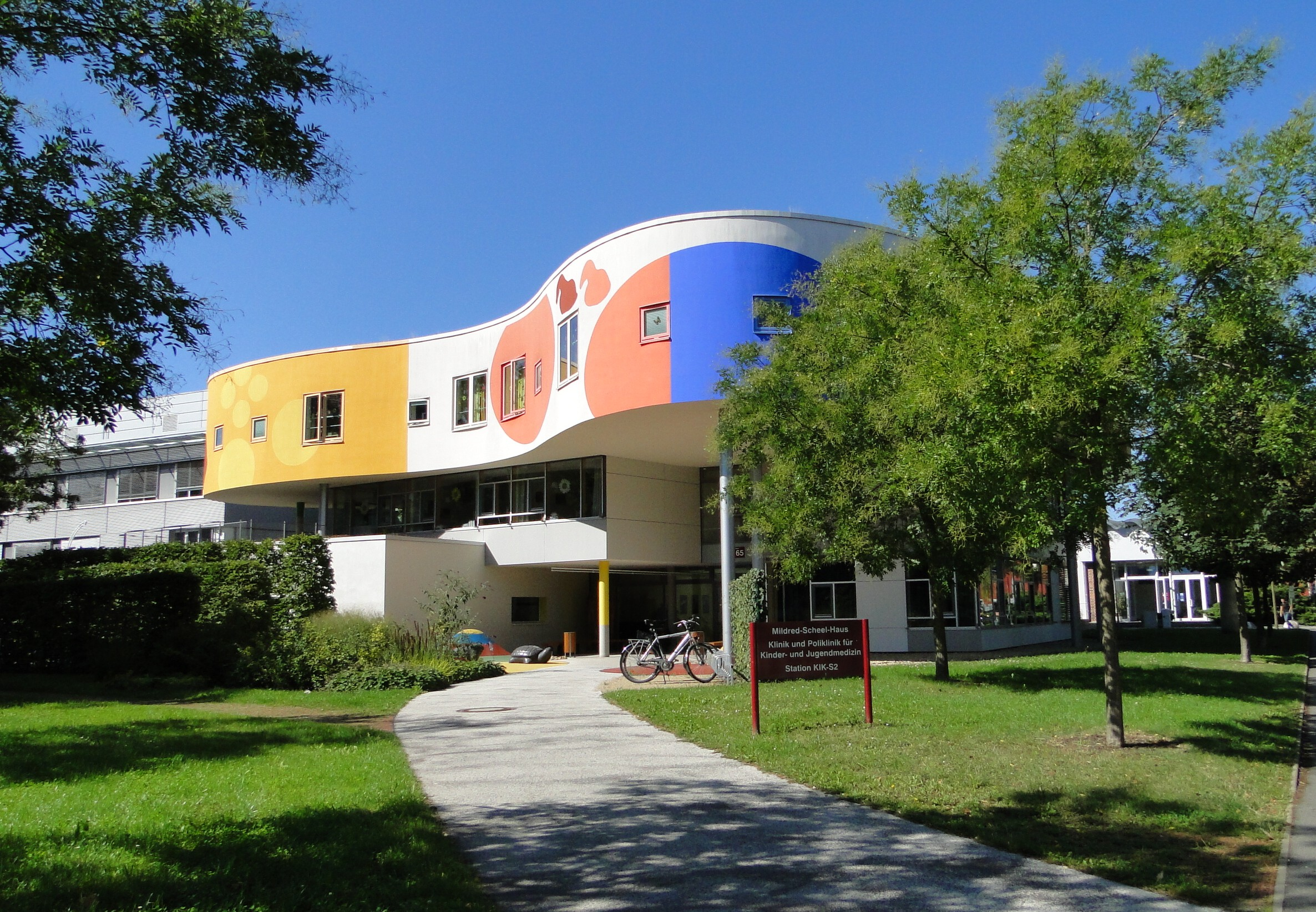
Der Erweiterungsbau des Mildred-Scheel-Hauses

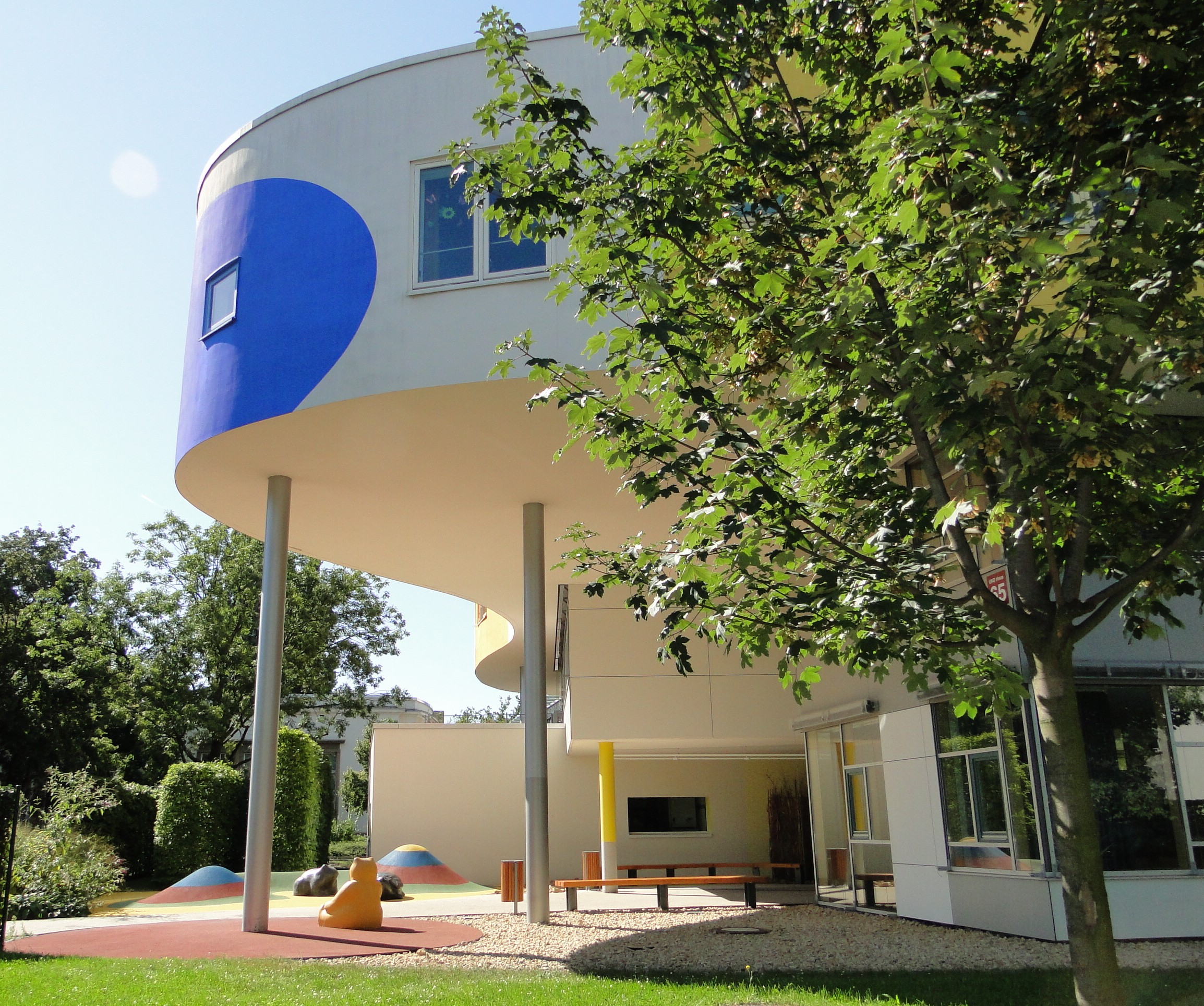
Eingangsgestaltung mit Aufnahme runder Formen

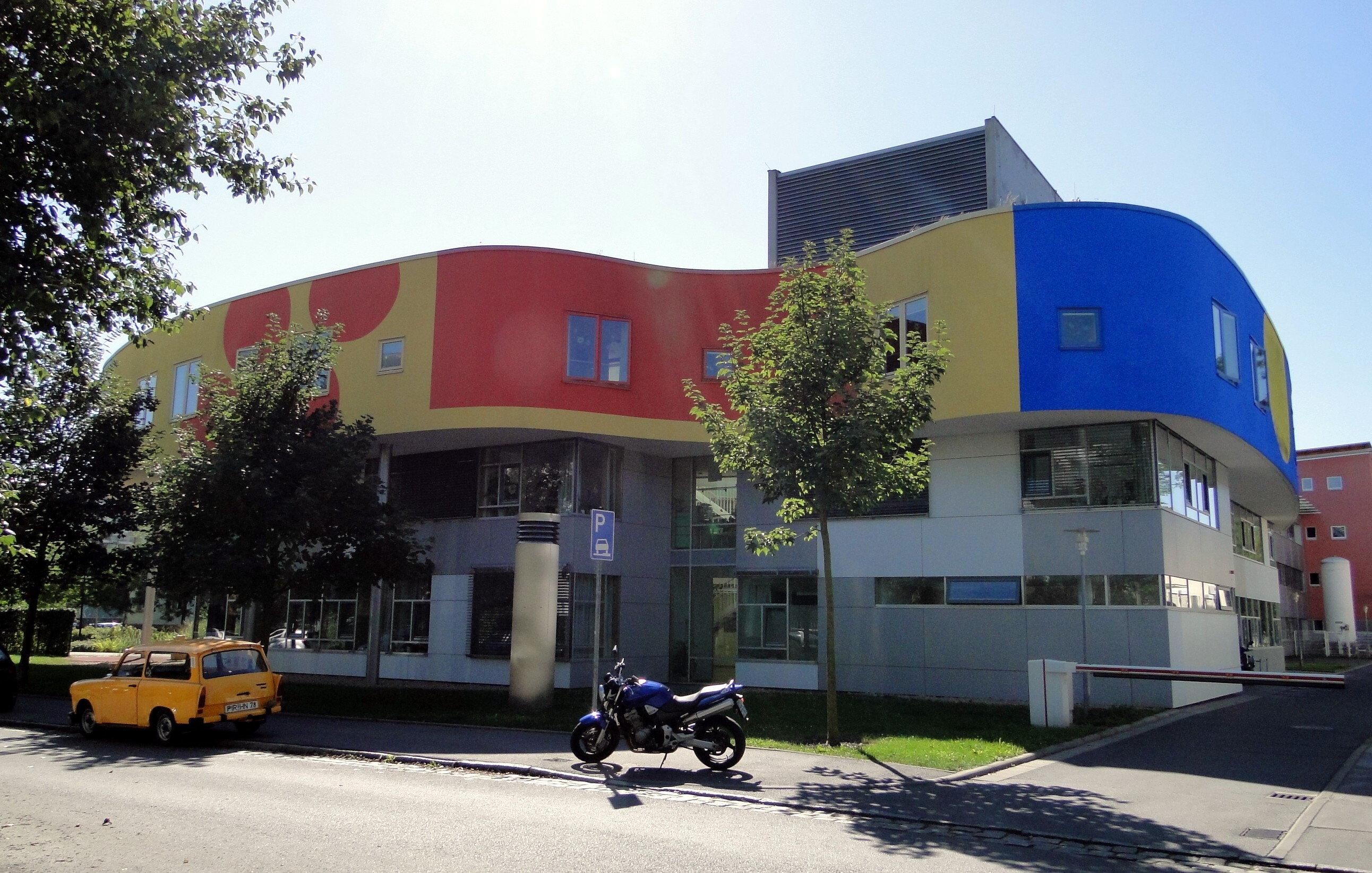
Seitenansicht mit Detail des Farbauftrags

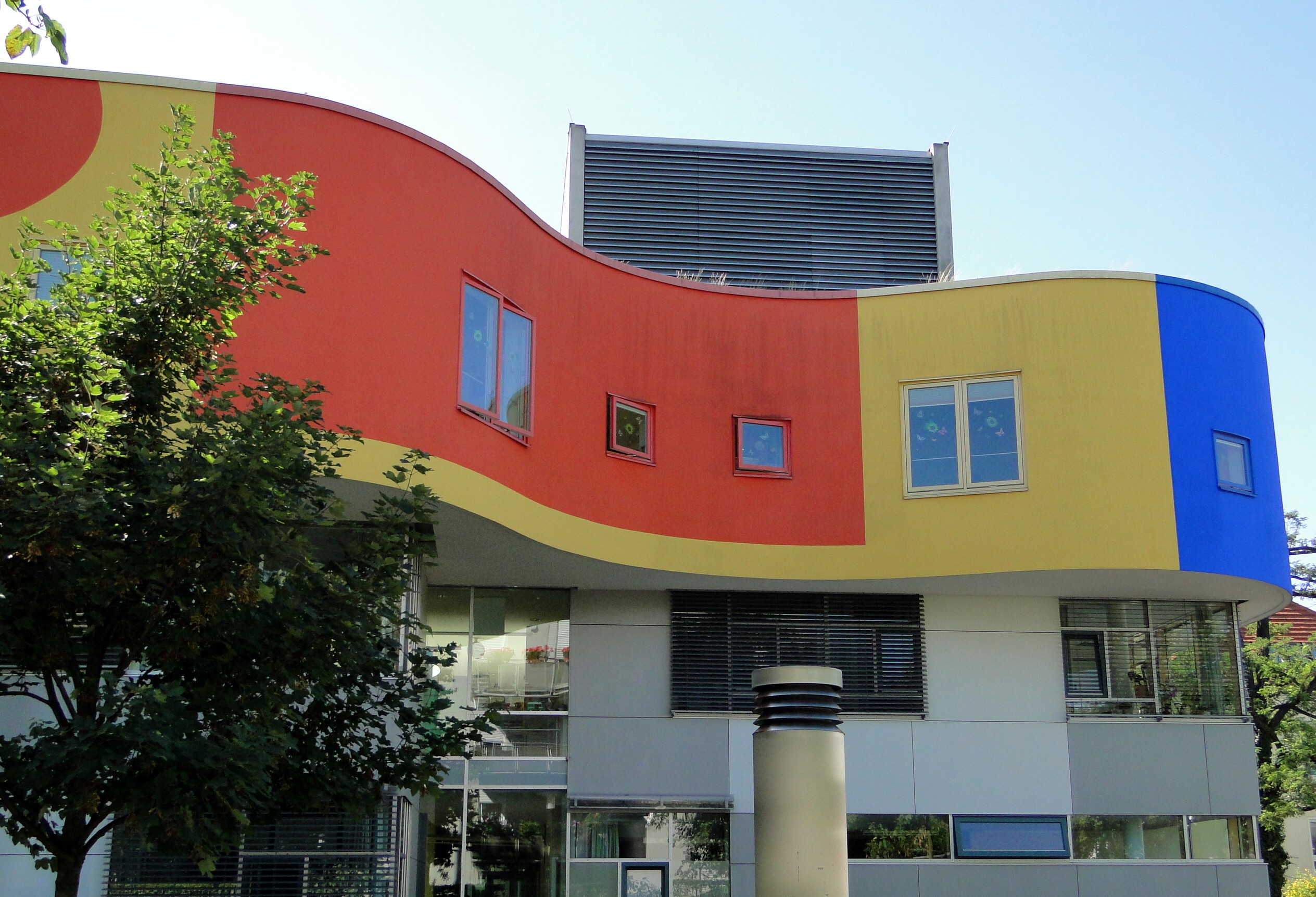
Zweites Stockwerk mit den Patientenzimmern

Der Erweiterungsbau des Mildred-Scheel-Hauses im Universitätsklinikum Carl Gustav Carus Dresden ist eine Station zur Behandlung krebskranker Kinder. Das Gebäude zählt zu den wenigen in Dresden, die im Stil der organischen Architektur errichtet wurden.

## Geschichte
Das 1996 erbaute Mildred-Scheel-Haus beherbergte ursprünglich ausschließlich das moderne Knochenmarktransplantations-Zentrum für Erwachsene, in dem jährlich 160 Patienten behandelt werden konnten, die hauptsächlich an Leukämie erkrankt waren. In Dresden war lange Zeit keine Stammzelltransplantation bei Kindern möglich, da die notwendige Technik fehlte. Die Deutsche Krebshilfe finanzierte den Neubau, der sich an das ursprüngliche Mildred-Scheel-Haus als Erweiterungsbau anschließt und 6 Millionen Euro kostete. Entworfen wurde der Erweiterungsbau vom Architekturbüro Behnisch & Partner aus Stuttgart, das für Dresden zuvor bereits als Behnisch & Behnisch das St.-Benno-Gymnasium entworfen hatte. Nach Baubeginn im Jahr 2002 wurde der Erweiterungsbau am 11. November 2002 feierlich eröffnet. Das Gebäude ist nach Mildred Scheel benannt, der Gründerin der Deutschen Krebshilfe.

## Erstes Haus auf Uniklinik-Gelände Köln
Das erste Mildred Scheel Haus wurde von der Deutschen Krebshilfe auf dem Gelände der Uniklinik Köln (Kerpener Straße 62 in 50937 Köln) gegründet. Dort befindet sich auch die 1993 geschaffene Mildred Scheel Akademie für Forschung und Bildung, eine Weiter- und Fortbildungsstätte für alle, die bundesweit täglich mit der Krankheit Krebs konfrontiert werden. Träger-Verein der Akademie ist der Mildred-Scheel-Kreis e. V. mit der Vorsitzenden Cornelia Scheel. Sie hat in dieser Aufgabe 2017 die Nachfolge der CDU-Politikerin und Wissenschaftlerin Dagmar Schipanski angetreten, die als langjährige Präsidentin der Stiftung Deutsche Krebshilfe zur Ehrenpräsidentin ernannt wurde.

## Baubeschreibung in Dresden

### Äußeres
In Dresden hebt sich der Erweiterungsbau des Mildred-Scheel-Hauses „von den übrigen Klinikbauten in Form und Farbe [ab]. Das neue Gebäude schwingt sich eigenständig wie ein Band in das Gelände des Universitätsklinikums.“ Als Randbau des Klinikgeländes ist er ein dominant-auffälliger Bau im öffentlichen Raum. 
Der Erweiterungsbau zitiert in der organischen wellenförmigen Bewegung des Obergeschosses das Löbauer Haus Schminke von Hans Scharoun, einem Vertreter der organischen Architektur. Es zählt neben dem Kinder- und Jugendhaus Schieferburg zu den Beispielen für organische Architektur in Dresden. Aufgrund des spielerischen Aspekts der Fassadengestaltung ist das Haus kindgerecht angelegt, „der freie organische Schwung der Fassade des Mildred-Scheel-Hauses von Günter Behnisch löst eine Stimmung der Gelöstheit und der Geborgenheit aus“. Runde und wellenartige Formen finden sich auch in der Gestaltung des Außenbereichs vor dem Gebäude wieder, so am Haupteingang.
Erich Wiesner schuf ein Farbkonzept mit einer Farbgebung in Blau, Gelb und Rot, also in den Grundfarben des Spektrums gehalten. Die Farbenpracht soll vermitteln, dass dies „ein Haus für Kinder, eine Quelle menschlicher Energie und ein Ort der Hoffnung [ist]“.

### Inneres
Der Erweiterungsbau ist eine Klinik, die leukämie- und tumorkranke Kinder aller Altersstufen behandelt.
Im Erdgeschoss sind die Labore untergebracht. Die Kinderonkologische Tagesklinik und Ambulanz liegen im ersten Obergeschoss. Über der Decke des ersten Obergeschosses wurde ein Dachgarten angelegt, den die Krankenzimmer im zweiten Stock umschließen. Dort befinden sich elf Zimmer mit 18 Krankenbetten. Alle Krankenzimmer haben Fenster, die sich zur Grünanlage hin öffnen lassen und den Kindern den Blick auf die Natur erlauben. Des Weiteren können die Patienten den Garten nutzen, wenn es ihr Gesundheitszustand erlaubt. Die Kinderonkologische Station KIK-S2 liegt ebenfalls im zweiten Obergeschoss.